# Megaselia subnudiseta
Megaselia subnudiseta är en tvåvingeart som beskrevs av Rudolf Beyer 1958. Megaselia subnudiseta ingår i släktet Megaselia och familjen puckelflugor.
Artens utbredningsområde är Burma. Inga underarter finns listade i Catalogue of Life.